# Gary Gannon
Gary Gannon är en amerikansk ingenjör som är raceingenjör för den tyske racerföraren Nico Hülkenberg i det amerikanska Formel 1-stallet Haas F1 Team sedan säsongen 2023.
Han avlade examen i maskinteknik vid Cornell University. Gannon började senare arbeta för det japanska biltillverkaren Honda och dess motorsportsavdelning Honda Performance Development. Avdelningen höll på med att arbeta mot motorsportserierna Champ Car och Indycar Series i USA. Han tillbringade mer än ett decennium hos Honda. År 2009 flyttade Gannon till Storbritannien och började arbeta för Wirth Research, ett av de ursprungliga företagen bakom F1-stallet som blev Virgin Racing/Marussia F1/Manor F1. Året därpå gick Wirth Research och F1-stallet skilda vägar men Gannon blev då anställd direkt av F1-stallet. Under tiden som F1-stallet hette Marussia F1 var han bland annat raceingenjör åt Max Chilton. År 2014 blev det känt att Haas F1 skulle ansluta sig till F1 och Gannon ville arbeta för ett amerikanskt F1-stall. Han kom i kontakt med Haas F1:s stallchef Günther Steiner om en eventuell tjänst. Mötet blev lyckat och Gannon började arbeta för stallet i mars 2015. Där har han arbetat som raceingenjör åt Romain Grosjean, Kevin Magnussen och Mick Schumacher. Sedan 2023 är han det också för Nico Hülkenberg.